# 盧西亞諾·帕朗斯基
盧西亞諾·帕朗斯基（西班牙語：Luciano Palonsky；1999年7月8日—），阿根廷职业排球运动员，效力于日本製鐵堺拓荒者和阿根廷男排國隊司职主攻手，曾代表国家队参加2019年泛美运动会，并获得金牌。